# Kurta piton
A  kurta  piton, vagy más néven vérpiton (Python curtus) a hüllők (Reptilia) osztályába, a pikkelyes hüllők (Squamata) rendjébe, a kígyók (Serpentes) alrendjébe és a pitonfélék (Pythonidae) családjába tartozó faj.
A kurta piton nevet  testhosszához képest rendkívül rövid farka után, a vérpiton nevet pedig a szürkés, barnás alapszínen lévő vérvörös foltok után kapta.

## Elterjedése
A maláj-félsziget északi és középső része, Sabah, Sarawak, Brunei, Borneó és Szumátra.

## Előfordulása
Esőerdők, lápok, mocsarak, folyópartok.

## Megjelenése
Átlagos hosszúsága  1,5 méter.

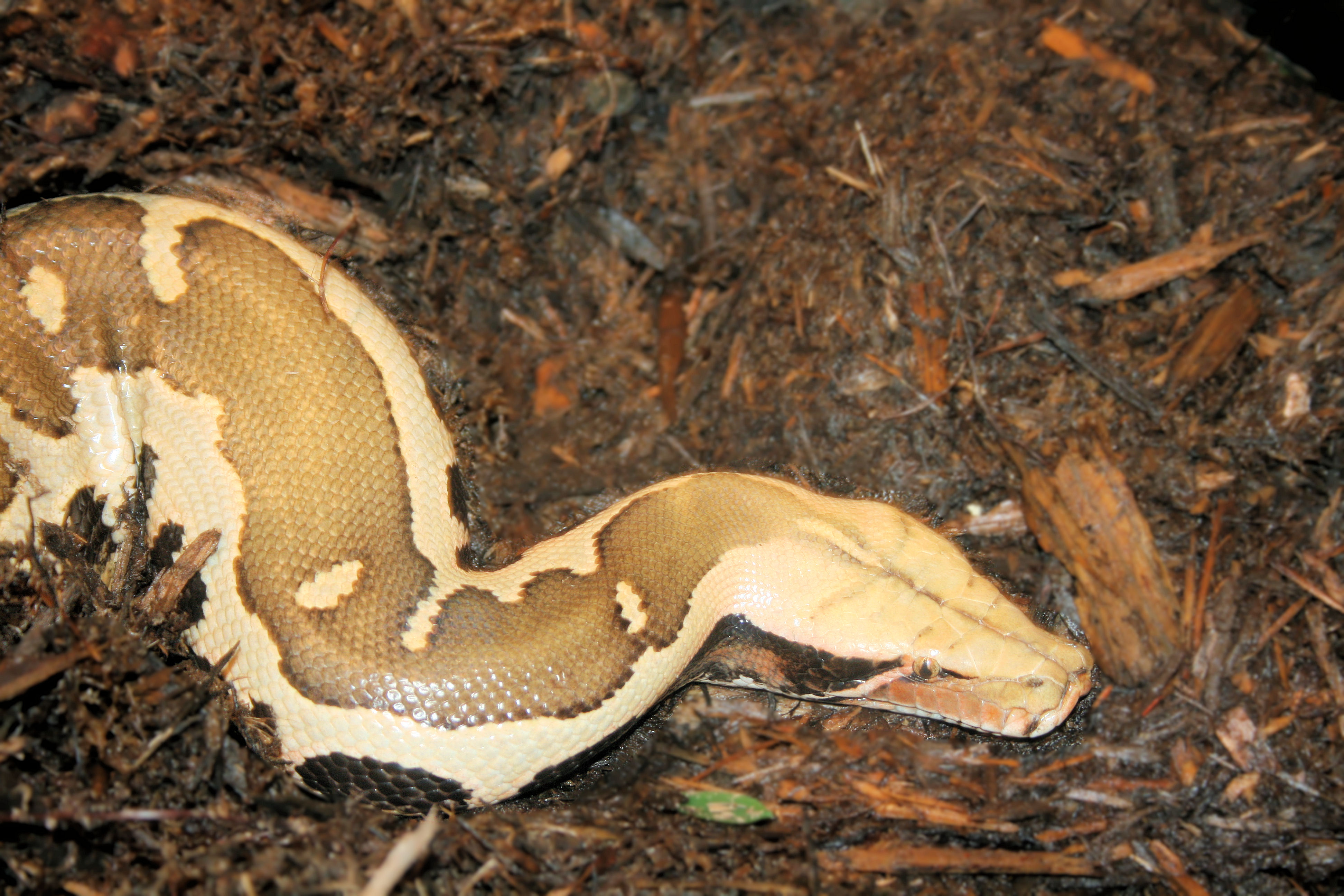

A nőstények általában nagyobbak, mint a hímek.
Könnyen azonosítható, a pitonok között ennek a fajnak van a legvastagabb teste.
Mintázata a természetes élőhelyén szinte beleolvad a környezetbe, így könnyen elrejtőzik a ragadozók, valamint a leendő zsákmány elől is. Nagyméretű pikkelyek fedik, melyek simák és fényesek.
Feje hosszú és széles, szélesebb mint a nyaka, egyszínű, valamilyen barna árnyalatú, vagy szürke, kivétel az orrtól a nyakig végigfutó fekete csíktól. Szemei aprók, narancssárga szivárványhártyája és függőleges pupillája van. Az átlátszóan összenőtt szemhéjak alatt, a  szemgolyó mozgatható, így a kígyó fejének elfordítása nélkül tudja figyelni környezetét.
Szaglása kitűnő, a felső ajkán lévő hőreceptorai segítségével  találja meg zsákmányát.

## Életmódja
Nem kutat táplálék után inkább az erdő avarjában lapulva várja leendő zsákmányát. Vaskos testére támaszkodva hirtelen csap le gyanútlan áldozatára, majd szorításával öli meg. A vizet nagyon szereti, ha csak teheti mindig víz közelében van. A mocsaras részek a legkedveltebb tartózkodási helyei. Vaskos teste ellenére kitűnően úszik, zsákmányt a vízből is ejt el.

## Tápláléka
Kisebb emlősök, főként patkányok és egyéb rágcsálók, valamint madarak.

## Szaporodása
Tojásrakó, tojásai nagyok. Általában kisszámú, 12 darab körüli a fészekalj, de kivételes esetekben lehet akár 30 darab is. A tojásban a fejlődés 2,5-3 hónapig tart, a kikelt kiskígyók 30 centiméteresek, és jóval élénkebb színűek mint a felnőttek.
A pitonivadékok tojásfoggal, egy kicsi, tüskeszerű kinövéssel az orrukon jönnek a világra, ennek segítségével hasítják fel a tojáshéját, hogy ki tudjanak bújni. A tojásfog kikelés után gyorsan eltűnik.

## Élettartama
A természetben nincsen adat róla, de fogságban 25 évig is él.

## Tartása

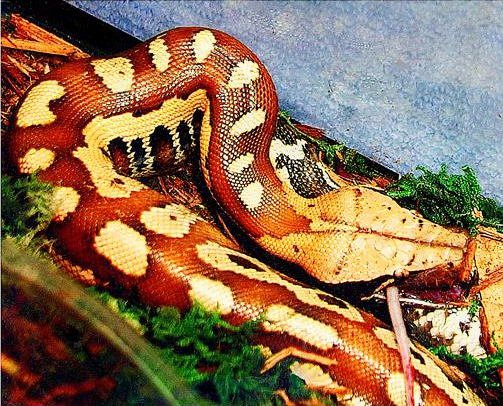

Hobbiállatként nem ajánlott kezdőknek. Nehezen szelídíthető, a nem fogságban születettek ingerlékenyek, agresszívak maradnak, de a fogságban születettek sem mindig lesznek szelídek. Nagyon harapós kígyó, a harapásuk helye könnyen elfertőződik. Előfordulhat, hogy fogságban nem hajlandóak enni, szükség lehet az erőszakkal történő megetetésükre, de tanácsosabb megfelelőbb körülmények teremtése (sáros, vastagabb  aljnövényzetű hely kialakítására), ekkor megnyugszik, jobb hangulata lesz, így nagyobb valószínűséggel fogadja el majd az ételt.
Táplálásuknál vigyázni kell, mert nagyon lassú az anyagcseréjük és így könnyen túl lehet etetni őket, ami elhízáshoz vezet. Az újszülött kiskígyóknak 5-7 naponta, a felnőtteknek 10-14 naponta kell enni adni, de a 21 naponkénti etetés is megfelelő még.  Könnyen lenyel nagyobb prédaállatokat is, tengerimalacot, nyulat, ilyenkor még több etetésmentes napot kell tartani, de nem szükséges és nem is ajánlott a nagy zsákmány, megfelelőbb a patkányokkal való táplálás.
Az optimális körülményeket nem könnyű biztosítani számára. Igaz, hogy nem igényel külön melegítőlámpát, 28-30 °C fok körüli hőmérséklet megfelelő számára, (viszont 25 °C fok alá ne süllyedjen a hőmérséklet a terráriumában), de a páratartalomra nagyon érzékeny. A túl sok nedvesség ugyanolyan rossz, mint a túl kevés. A legjobb az 50-60%-os páratartalom.

## Védelme
Nem védett, de a bőréért való mértéktelen pusztítása miatt már közel áll, hogy a veszélyeztetett fajok közé kerüljön.
Jelenleg a bőrpiacon árult öt piton faj közül a kurta piton bőre a legkeresettebb, nagyfelülete és szépsége miatt.

## Alfajai
Korábban két pitonféle volt az alfaja:
- Python curtus breitensteini más néven Borneói piton, a kurta pitonok közül a legrövidebb és a legvilágosabb, általában gesztenyebarna vagy sárga színű[6]
- Python curtus brongersmai a kurta pitonok közül a leghosszabb farkú, általában vörös vagy narancssárga színűként szokták emlegetni, de nem minden példány ilyen színű, ezért ez a meghatározás félrevezető.[8]

|  |  |